# Veckefjärdens GC
Veckefjärdens GC är en golfklubb i Veckefjärden, Örnsköldsviks kommun. Klubben bildades 2001. Ishockeyspelaren Peter Forsberg och hans pappa Kent Forsberg står bakom byggandet av golfbanan.